# 6406 Mikejura
6406 Mikejura è un asteroide della fascia principale. Scoperto nel 1992, presenta un'orbita caratterizzata da un semiasse maggiore pari a 2,2752773 UA e da un'eccentricità di 0,1779063, inclinata di 8,17406° rispetto all'eclittica.